# Tena (kanton)
Tena – kanton w Ekwadorze, w prowincji Napo. Stolicą kantonu jest Tena.